# Давиде Калабрия
Давиде Калабрия (на италиански: Davide Calabria) е италиански футболист, защитник на гръцкия „Панатинайкос“.

## Кариера
Калабрия е продукт на академията на „Милан“. Дебютира в Серия А на 30 май 2015 г. срещу „Аталанта“, заменяйки Матия Де Шильо в 84-тата минута при победата с 3:1 като гост. На 15 юли 2015 г. Калабрия е официално представен в първия отбор. Той прави първия си старт в победата с 3:2 над „Палермо“ на 22 септември, играейки 49 минути, и е високо оценен за неговата игра. Отбелязва първия си професионален гол за „Милан“ срещу „Рома“ в 26-ия кръг от сезон 2017/18.